# Truellum muricatum
Truellum muricatum är en slideväxtart som först beskrevs av Meissn., och fick sitt nu gällande namn av Sojak. Truellum muricatum ingår i släktet Truellum och familjen slideväxter. Inga underarter finns listade i Catalogue of Life.